# Gyromitrin
Gyromitrin er en giftig kemisk forbindelse som forekommer i spiselig stenmorkel (Gyromitra esculenta). Gyromitrin nedbrydes, hvis svampene tilberedes ordentligt, men der er svært helt at fjerne forgiftningsrisikoen. I fordøjelsessystemet nedbrydes gyromitrin bl.a. til monomethylhydrazin, der er både giftigt og kræftfremkaldende.

| Naturvidenskab | Spire Denne naturvidenskabsartikel er en spire som bør udbygges. Du er velkommen til at hjælpe Wikipedia ved at udvide den. |

|  | Infoboks uden skabelon Denne artikel har en infoboks dannet af en tabel eller tilsvarende. |